# Russell Nagy
Russell Nagy  (?, 18 maart 1955) is een Amerikaans componist, muziekpedagoog, jazzpianist, bastrombonist, muziekuitgever en muziekproducent. 

## Levensloop
Nagy studeerde onder anderen muziektheorie, bastrombone, compositie en jazz aan het Cincinnati College-Conservatory of Music (CCM) in Cincinnati. Aldaar behaalde hij zijn Bachelor of Music. Verder studeerde hij aan het Cleveland Institute of Electronics in Cleveland, waar hij zijn "Broadcast Engineering Diploma" behaalde. Verdere opleiding kreeg hij tijdens het La Domaine School of Orchestral Training, in Hancock en tijdens The Don Sebesky Film Scoring Workshop in New York. 
Hij was bezig als jazzpianist in de hele Verenigde Staten. Nagy is docent aan het Capital University Conservatory in Columbus. Verder is hij eigenaar van de muziekuitgeverij Gracewood Publishing, LLC.
Als componist schreef hij zowel werken voor orkest en harmonieorkest, maar vooral kerkmuziek. Verder zijn filmcomposities van hem bekend. Hij werkt eveneens als audio-ingenieur en produceerde cd-opnames met de klassieke pianist Earl Wild, het Columbus Symphony Orchestra en de jazzmuzikanten Stéphane Grappelli, McCoy Tyner en Phil Woods, maar ook met de Ohio State University Marching Band. Nagy was als technicus geïnvolveerd in de ontwikkeling van de dvd (MPEG-2) standaard. 

## Composities

### Werken voor orkest
- 2009 Cynosure - A Fantasia for the Arts, voor spreker en strijkorkest - tekst: Joel Nagy

### Werken voor harmonieorkest
- 2001 To Tame The Unknown, voor harmonieorkest

### Muziektheater

#### Musical
- 1975 Tetelestai ("It Is Finished") - première: Columbus
- Benedictus
- Christmas Rose

### Vocale muziek

#### Werken voor koor
- 1981 Heaven must be coming home, voor gemengd koor - tekst: David Fullen
- 1981 Shine your light, voor gemengd koor en piano - tekst: David Fullen
- 1988 Day Is Dawning, voor gemengd koor
- 1989 Come, Let Us Sing, voor driestemmig koor (SAB), piano en slagwerk - tekst: David Fullen en Joel Nagy
- 1989 He's alive! He's alive!, voor unisono koor en piano - tekst: Joel Nagy
- 1989 Hymn of the Spirit, voor gemengd koor en piano (of orkest) - tekst: Joel Nagy
- 1989 "Someone" Song, voor solist(e), unisono koor en piano
- 1990 Advent Song, voor gemengd koor en piano - tekst: Joel Nagy
- 1990 Christmas Alphabet, voor gemengd koor - tekst: Joel Nagy
- 1990 In the Upper Room, voor gemengd koor en piano - tekst: Joel Nagy
- 1990 Thanks Be to You, voor gemengd koor en piano - tekst: Joel Nagy, gebaseerd op Psalm 106:1 en Evangelie volgens Matteüs 11:28-29
- 1990 The Lord's Prayer, voor unisono koor en piano
- 1991 Do You See That Man? - an anthem for Psalm Sunday, voor unisono of tweestemmig koor en piano - tekst: Joel Nagy
- 1991 Now, O Death, Where Is Thy Sting?, voor gemengd koor, 2 trompetten, 2 trombones, pauken en piano - tekst: Joel Nagy
- 1997 Introit and concertato on Gloria, voor gemengd koor en piano
- 2006 Oh, the Wonder of Christ, voor gemengd koor en piano - tekst: Marsha Ann Zimmerman
- And the Angel Said, voor gemengd koor
- Blessed Be the Name of the Lord, voor gemengd koor, contrabas en slagwerk
- Christ Is King!, voor gemengd koor
- Come to the Table, voor gemengd koor
- Day of All Days!, voor gemengd koor, 2 trompetten en 2 trombones
- Draw Near to the Lord, voor gemengd koor
- Easter Introit, voor gemengd koor
- Follow Me, voor gemengd koor
- From Heav'n Above to Earth I Come, voor gemengd koor en orkest (of harmonieorkest)
- From the Day You Were Born, voor gemengd koor
- Golgotha, voor gemengd koor
- Hail the Day That Sees Him Rise, voor gemengd koor
- Hail, Redeemer King, voor gemengd koor
- He Is Not Here!, voor gemengd koor, 2 trompetten en 2 trombones
- Heavy, voor gemengd koor
- He Is Not Here, voor gemengd koor, piano en koperkwartet
- He's Alive! He's Alive!, voor gemengd koor
- His the Scepter, voor gemengd koor - tekst: Joel Nagy
- Holy Jesus, Glory of Christmas, voor gemengd koor
- In your hands, voor gemengd koor - tekst: David Fullen
- Jesus Is Risen! Alleluia!, voor gemengd koor, shaker, claves, trom/tamboerijn en contrabas
- Late at Night Long Ago, voor gemengd koor
- Let Us Give Thanks Together, voor gemengd koor
- Life Is Given, Hallelujah!, voor gemengd koor, 3 trompetten en pauken
- Lord With Glowing Heart, voor gemengd koor
- Lowly Bethlehem, voor gemengd koor
- Make Way, voor gemengd koor en kleine trom - tekst: Reginald Heber en Joel Nagy
- Nothing but the Truth, voor kinderkoor
- Questions, voor gemengd koor (of kinderkoor) en piano
- Scripture Songs - Collection of Songs for Children, voor kinderkoor
- Shout Hosanna!, voor gemengd koor
- Sing Hosanna to the King, voor gemengd koor
- Sing the Scriptures, voor gemengd koor
- Song of Thanks, voor gemengd koor
- Song of Thomas, voor gemengd koor
- Songs of the Kingdom, voor gemengd koor en piano
- Songs of the Kingdom II, voor gemengd koor en piano
- Tell Everybody You Know, voor gemengd koor, contrabas en slagwerk
- The Angel Roll the Stone Away, voor gemengd koor
- The Easter News, voor unisono koor
- The Emmaus Road, voor gemengd koor
- The Lord Is Shepherd to Me, voor gemengd koor
- The Meal, voor gemengd koor
- The Promise, voor gemengd koor
- This Time, voor gemengd koor
- Treasure, voor gemengd koor
- We Follow Jesus, voor kinderkoor